# الوحوش المذهلة: جرائم جريندلوالد
الوحوش المذهلة: جرائم جريندلوالد (بالإنجليزية: Fantastic Beasts: The Crimes of Grindelwald)‏ هو فيلم درامي خيالي من إنتاج هيدي فيلمس وتوزعه شركة وارنر بروس بيكتشر. إنتاج مشترك للمملكة المتحدة والولايات المتحدة، هو تتمة لوحوش مذهلة وأين تجدها. سيكون بمثابة الجزء الثاني من سلسلة أفلام وحوش مذهلة، والعاشر بشكل عام في عالم السحرة، التي بدأت مع سلسلة أفلام هاري بوتر. الفيلم من إخراج ديفيد ييتس، مع سيناريو من قبل جي كي رولينج، ويضم طاقم العمل  إيدي ريماين، كاثرين ووترستون، دان فوغلر، أليسون سودول، عزرا ميلر، زوي كرافيتز، كالوم تيرنر، كلوديا كيم، كارمن إيجوجو، جود لو وجوني ديب.
تم الإعلان عن فيلم الوحوش المذهلة ثانٍ في أكتوبر 2014، وفي يوليو 2016 أكدت رولينج أنها أكملت السيناريو. تم الإدلاء بديب في نوفمبر 2016، مما تسبب في بعض الجدل بسبب مزاعم العنف المنزلي ضده مؤخرًا. بدأ التصوير الرئيسي في يوليو 2017 في استوديوهات وارنر براذرز، ليفسدن، في إنجلترا. كما جرى التصوير في لندن وسويسرا وباريس، واختتم في ديسمبر 2017.
تم عرض الفيلم لأول مرة في باريس في 8 نوفمبر 2018 وتم إصداره في جميع أنحاء العالم في 16 نوفمبر 2018 بتنسيقات 2D و 3D و 4 D و Dolby Cinema و IMAX و ScreenX ، بواسطة وارنر بروذرز بيكتشرز وحقق أكثر من 654 مليون دولار في جميع أنحاء العالم، مما يجعله عاشر أعلى فيلم في عام 2018، ولكنه أقل فيلم ربحا في سلسلة افلام عالم السحر. وقد تلقى آراء متباينة، مع المديح لقيمته الترفيهية، والتوجيهات، والأداء، ولكن انتقادات لـ «الحبكة المعقدة بلا داع منخفضة المخاطر»، والتي شعر بعض النقاد بأنها «مثقلة» بتفاصيل إنشاء التكميلات المستقبلية. تم ترشيح الفيلم لجائزتين في حفل توزيع جوائز الأكاديمية البريطانية للأفلام 72 ، في فئتي أفضل تصميم إنتاج وأفضل مؤثرات بصرية خاصة.

## قصة الفيلم
في عام 1927، قام الكونغرس السحري للولايات المتحدة الأمريكية (MACUSA) بنقل الساحر المظلم جيليرت جراندلوالد إلى أوروبا لمحاكمته، لكن جراندلوالد يفلت. بعد ثلاثة أشهر في لندن، زار نيوت سكاماندر وزارة السحر لاستئناف حظر سفره الدولي، وصادف ليتا ليسترانج، زميله في هوجورتس وخطيبة شقيقه أورور ثيسيوس. توافق الوزارة على الموافقة على طلب نيوت إذا كان يساعد ثيسيوس في تحديد موقع كريدنس باربون في باريس، لكن نيوت يرفض بعد أن علم أنه يجب عليه العمل مع صائد الجوائز الذي لا يرحم جونار جريمسون. يطلب ألبوس دمبلدور من نيوت أن يجد كريدنس، معتقدًا أن كريدنس هو أخ ليتا غير الشقيق المفقود منذ فترة طويلة، كورفوس ليسترانج ف.
يزور نيوت أصدقاؤه الأمريكيون كويني غولدشتاين وجاكوب كوالسكي، من موغل، الذي استعاد ذكرياته التي تم محوها في العام السابق. يشعر نيوت بخيبة أمل عندما علم أن أخت كويني تينا غولدشتاين ترى شخصًا بعد أن اعتقد خطأً أن نيوت وليتا كانا مخطوبين. يستنتج من سلوك جاكوب الغريب أن كويني جذبه إلى الهروب للالتفاف على حظر MACUSA للزواج بين السحرة والأشخاص غير السحريين. بعد أن يرفع نيوت سحره، يرفض جاكوب الزواج من كويني، خوفًا من العواقب التي قد تواجهها. تغادر كويني لتجد تينا، التي تبحث عن كريدنس في باريس، يليها نيوت وجاكوب.
في باريس، يهرب كريدنس من سيرك اركانوس مع المؤدي الأسير ناجيني. بحثًا عن والدة كريدنس، قاموا بتحديد موقع الخادمة نصف قزم إيرما دوجارد، التي أحضرته إلى أمريكا للتبني. جريمسون، الذي كشف أنه من أتباع جراندلوالد، يقتل إيرما. تلتقي تينا مع يوسف كاما، الذي يصطاد أيضًا كريدنس. يتبع نيوت ويعقوب يوسف إلى تينا، فقط ليجداها محتجزة كرهينة. يسجنهم يوسف أيضًا، موضحًا أنه قطع نذرًا غير قابل للكسر لقتل أخيه غير الشقيق، الذي يعتقد أنه كريدنس. غير قادر على العثور على تينا، تم إحضار كويني المذهولة إلى غريندلوالد؛ مع العلم بقدرات كويني، سمح لها بالمغادرة بينما كان يتلاعب بها للانضمام إليه من خلال رغبتها في الزواج من جاكوب.
تسلل نيوت وتينا إلى وزارة السحر الفرنسية للحصول على وثائق لتأكيد هوية كريدنس، ولكن تم اكتشافها من قبل ليتا وثيسيوس؛ تتصالح تينا ونيوت بعد أن أوضح أنه لم يكن مخطوبة أبدًا لليتا. يقودهم بحثهم إلى مقبرة عائلة ليسترانج، حيث يجدون يوسف، الذي يكشف أنه ينفذ طلب والده مصطفى للانتقام من والدته لورينا والتي تم اختطافها بواسطة كورفوس ليسترانج 4 باستخدام لعنة امبيريوس، وماتت وهي تضع ليتا. أخت يوسف غير الشقيقة. تكشف ليتا أنها تسببت عن غير قصد في وفاة كورفوس 5 : الإبحار إلى أمريكا، ليتا، غير القادرة على تحمل بكائه المستمر، غيرت شقيقها الرضيع مع طفل آخر، كريدنس؛ غرقت السفينة وغرق كورفوس.
تتبع المجموعة مسارًا لمسيرة حاشدة لأتباع جريندلفالد، حيث كانت كويني من بين الحاضرين ويبحث جاكوب عنها. يُظهر جريندلفالد رؤية لحرب عالمية مستقبلية، وينتقد القوانين التي تمنعهم من منع مثل هذه المأساة. بينما يحيط ثيسيوس وأورورز بالتجمع، حث جريندلوالد أتباعه على نشر رسالته في جميع أنحاء أوروبا، واستحضر حلقة من النار الزرقاء التي تقتل أوروور المتقهقرة والتي لا يستطيع عبورها بأمان سوى أكثر أتباعه ولاءً. عبور كويني وكريدنس النار، بينما تضحي ليتا بنفسها حتى يتمكن الآخرون من الهروب. عندما يغادر جريندلفالد وأتباعه، يطفئ المعالجات والكيميائي الخالد نيكولاس فلاميل النار. اختار نيوت الانضمام للقتال ضد جريندلفالد.
في هوجورتس، قدم نيوت دمبلدور مع قارورة مسروقة من جريندلفالد، تحتوي على ميثاق دم صُنع بين جريندلفالد ودمبلدور في شبابهما يمنعهما من مبارزة بعضهما البعض؛ يعتقد دمبلدور أنه يمكن تدميره. في قلعة نورمينغارد، قاعدته النمساوية، يقدم جريندلفالد كريدنس بعصا، ويكشف عن هوية كريدنس الحقيقية ألا وهي اوريليوس دمبلدور، شقيق البوس المفقود منذ زمن طويل.

## طاقم الفيلم
إيدي ريدمين في دور نيوت سكاماندر: موظف في وزارة السحر البريطانية في إدارة الوحوش في قسم تنظيم ومكافحة المخلوقات السحرية، وهو أيضا متخصص في علم المخلوقات السحرية. لعب دورًا في علاج أحداث الهجوم العنيف على مدينة نيويورك في ديسمبر 1926 المتعلقة بالساحر الشرير غيلرت غريندلوالد. نيوت هو أحد أصدقاء ألباس دمبلدور، على الرغم من كونه منبوذا من بعض دوائر المجتمع البريطاني الساحر بسبب ماضيه المتقلب.
كاثرين ووترستون في دور تينا غولدشتاين: هي أحد أعضاء المؤتمر السحري للولايات المتحدة الأمريكية ومدافعة ضد السحر الأسود. لعبت دورًا في إحباط مؤامرة غيليرت غريندلوالد أثناء أحداث الهجوم العنيف على مدينة نيويورك في ديسمبر عام 1926.
دان فوغلر في دور جاكوب كوالسكي: محارب مخضرم في الحرب العالمية الأولى وصاحب شركة، وهو صديق نيوت.
أليسون سودول في دور كوينه غولدشتاين: الشقيقة الصغرى لتينا، وعملت جنباً إلى جنب معها في المكتب الاتحادي لتصاريح العصي. وقد وقعت في الحب مع جاكوب كوالسكي، على الرغم من القوانين العالمية التي تحظر العلاقة بين السحرة والعامة.
عزرا ميلر في دور كريدنس باريبون: الطفل المتعسّر الذي تم تبنيه من ماري-لو باريبون، وعاملته بقسوة اضطهاد. غضب من معاملة الناس له وخيانة غريندلوالد.
زوي كرافيتز كـ ليتا لسترانج: شابة مرتبكة لا تزال تمارس قدرا كبيرا من السيطرة على نيوت، الذي كان قد وقع في حبها في وقت من الأوقات، وربما لا يزال كذلك. وهي مسؤولة عن خروج نيوت من بعض دوائر المجتمع الساحر البريطاني. وهي من عائلة ثرية ومثيرة تاريخياً مشهورة بالفنون المظلمة وهي مخطوبة حاليا لثيسوس سكاماندر، شقيق نيوت، وهي تعمل الآن في وزارة السحر البريطانية كمساعد لتوركيل ترافرز، رئيس إنفاذ القانون السحري.
كلوديا كيم في دور ناجيني
جود لو في دور ألباس دمبلدور: ساحر ذو نفوذ كبير في مجتمع الساحر البريطاني ومشهور في وزارة السحر البريطانية وعبر العالم السحري بسبب تفوقه الأكاديمي، وهو حالياً أستاذ في مدرسة هوجوارتس للسحر. كانت لديه علاقة غامضة مع غريندلوالد، والتي انتهت بطريقة مأساوية. وهو صديق لنيوت سكامندر.
جوني ديب في دور غيلرت غريندلوالد: ساحر شرير قوي قاتم تسبب في أعمال عنف جماعية وإرهاب وفوضى في جميع أنحاء العالم، ويسعى إلى قيادة ثورة تؤمن بتفوق السحرة علي البشر. كان يشترك في علاقة صيفية عميقة وغامضة مع ألبس دمبلدور في سن المراهقة، حتى وقعت المأساة. ألحق دمارا في جميع أنحاء أوروبا قبل إلقاء القبض عليه من قبل مجلس السحرة في نيويورك.

## الإنتاج

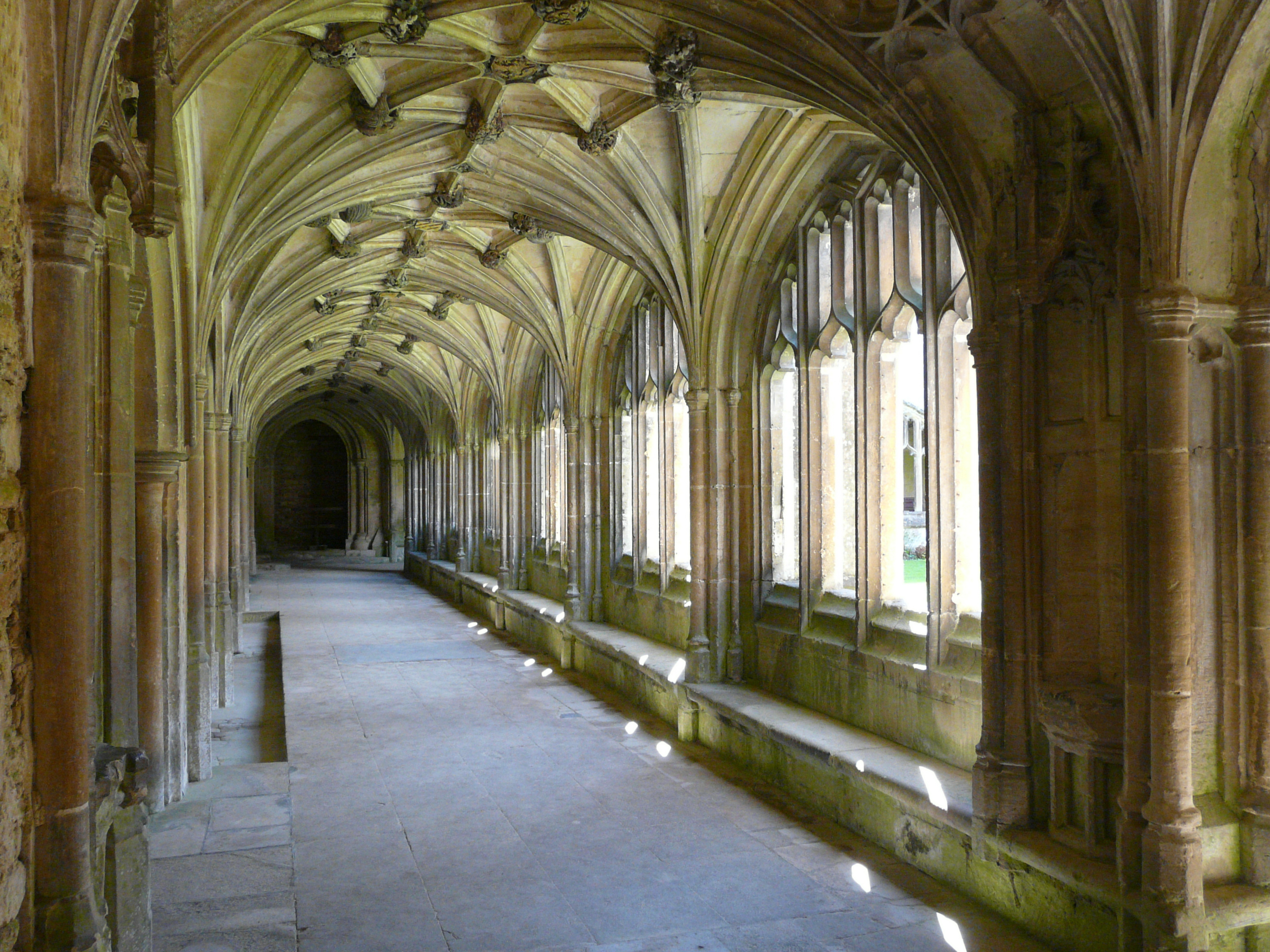
مكان تصوير الفيلم

### التصوير
بدأ التصوير الرئيسي في 3 يوليو 2017، في استوديوهات وارنر بروس، ليفزدن. وانتهي في 20 ديسمبر 2017.

### الموسيقي
أكد جيمس نيوتن هوارد في نوفمبر 2016 أنه سيعود لتأليف موسيقى الفيلم.

## الأجزاء اللاحقة
في البداية، في أكتوبر 2014، أعلن الاستوديو أن السلسلة ستتكون من ثلاث أجزاء. في يوليو 2016، أكد ديفيد ييتس أن رولينج كتبت السيناريو للفيلم الثاني وكانت لديها أفكار للجزء الثالث. ومن المقرر إطلاق الفيلم الثالث في 20 نوفمبر 2020. وفي أكتوبر 2016، ذكرت رولينج أن السلسلة ستتكون من خمسة أفلام.

## روابط خارجية
- الوحوش المذهلة: جرائم جريندلوالد على موقع IMDb (الإنجليزية)
- الوحوش المذهلة: جرائم جريندلوالد على موقع ميتاكريتيك (الإنجليزية)
- الوحوش المذهلة: جرائم جريندلوالد على موقع روتن توميتوز (الإنجليزية)
- الوحوش المذهلة: جرائم جريندلوالد على موقع نتفليكس (الإنجليزية)
- الوحوش المذهلة: جرائم جريندلوالد على موقع قاعدة بيانات الأفلام العربية
- الوحوش المذهلة: جرائم جريندلوالد على موقع ألو سيني (الفرنسية)
- الوحوش المذهلة: جرائم جريندلوالد على موقع Turner Classic Movies (الإنجليزية)
- الوحوش المذهلة: جرائم جريندلوالد على موقع أول موفي (الإنجليزية)
- الوحوش المذهلة: جرائم جريندلوالد على موقع بوكس أوفيس موجو (الإنجليزية)
- الوحوش المذهلة: جرائم جريندلوالد على موقع فيلمافينيتي (الإسبانية)